# Polliat
Polliat ist eine französische Gemeinde mit 2.694 Einwohnern (Stand: 1. Januar 2022) im Département Ain in der Region Auvergne-Rhône-Alpes. Sie gehört zum Arrondissement Bourg-en-Bresse und zum Kanton Attignat. Die Einwohner werden Polliatis genannt.

## Geografie
Die Gemeinde Polliat liegt im Zentrum der Bresse, zehn Kilometer nordwestlich von Bourg-en-Bresse. Durch die Gemeinde fließt der Fluss Veyle, es entspringt hier auch der Reyssouzet.
Umgeben wird Polliat von den Nachbargemeinden Saint-Martin-le-Châtel im Nordwesten und Norden, Attignat im Norden und Nordosten, Viriat im Nordosten und Osten, Saint-Denis-lès-Bourg im Südosten, Buellas im Südosten und Süden, Montcet im Süden und Südwesten, Vandeins im Südwesten, Mézériat im Westen, Confrançon im Westen und Nordwesten sowie Curtafond im Nordwesten.
Am Nordrand Polliats verläuft die Autoroute A40.

## Bevölkerungsentwicklung
| Jahr                       | 1962 | 1968 | 1975 | 1982 | 1990 | 1999 | 2006 | 2012 | 2021 |
| Einwohner                  | 1396 | 1362 | 1558 | 1841 | 2025 | 2019 | 2296 | 2374 | 2648 |
| Quellen: Cassini und INSEE |      |      |      |      |      |      |      |      |      |

## Sehenswürdigkeiten
- Kirche Saint-Étienne mit Apsis aus dem 12. Jahrhundert
- Wasserturm

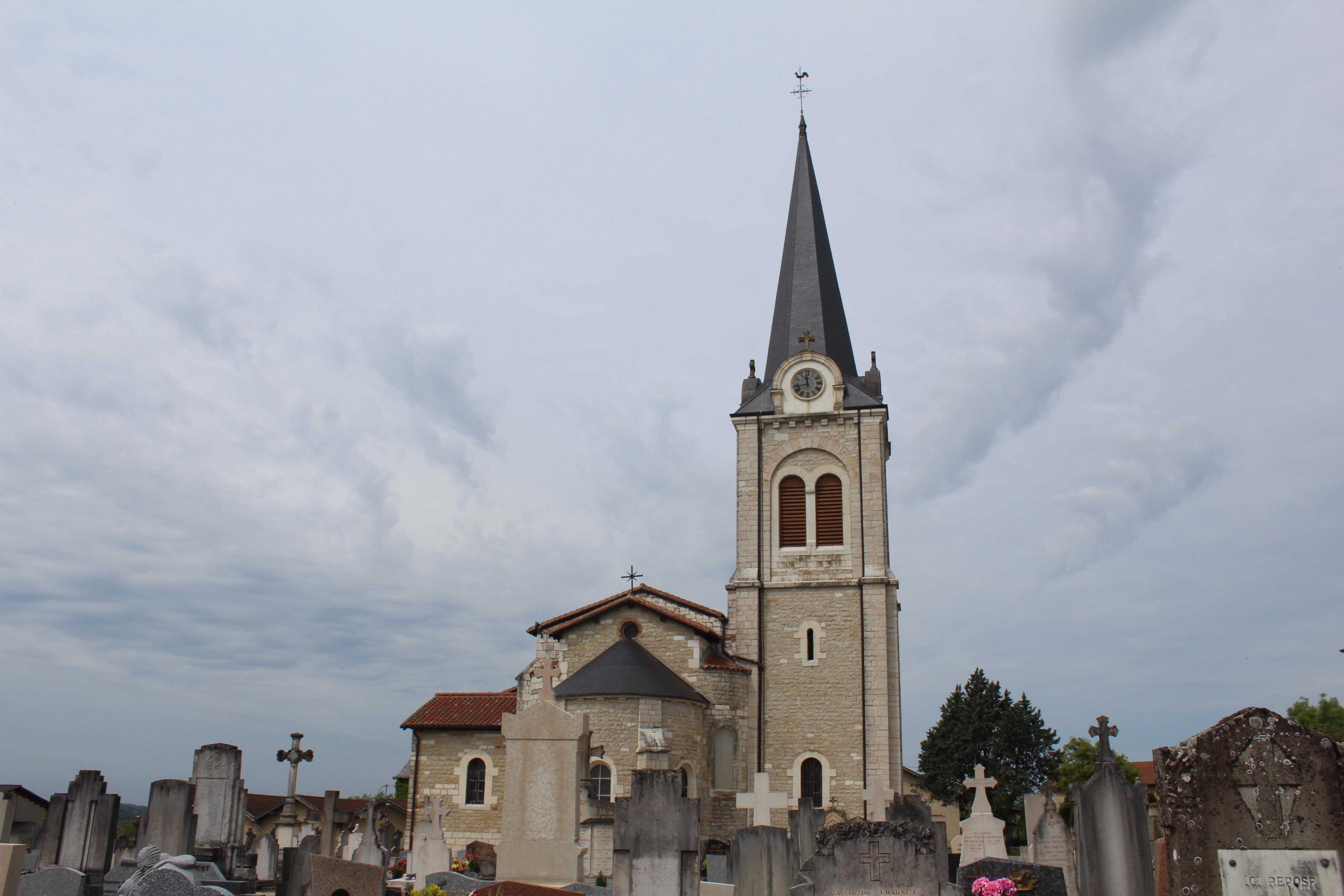
Kirche Saint-Étienne
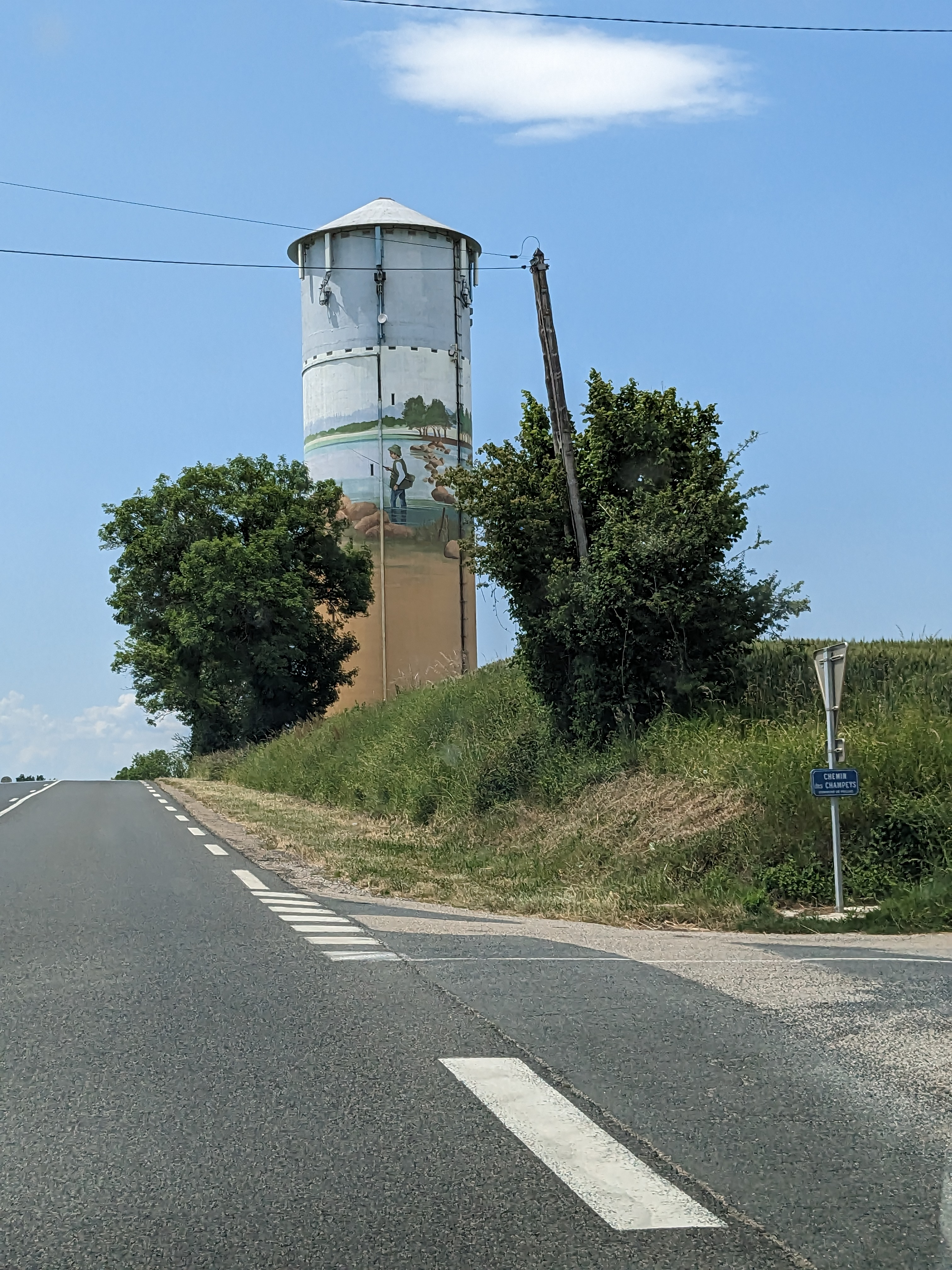
Wasserturm
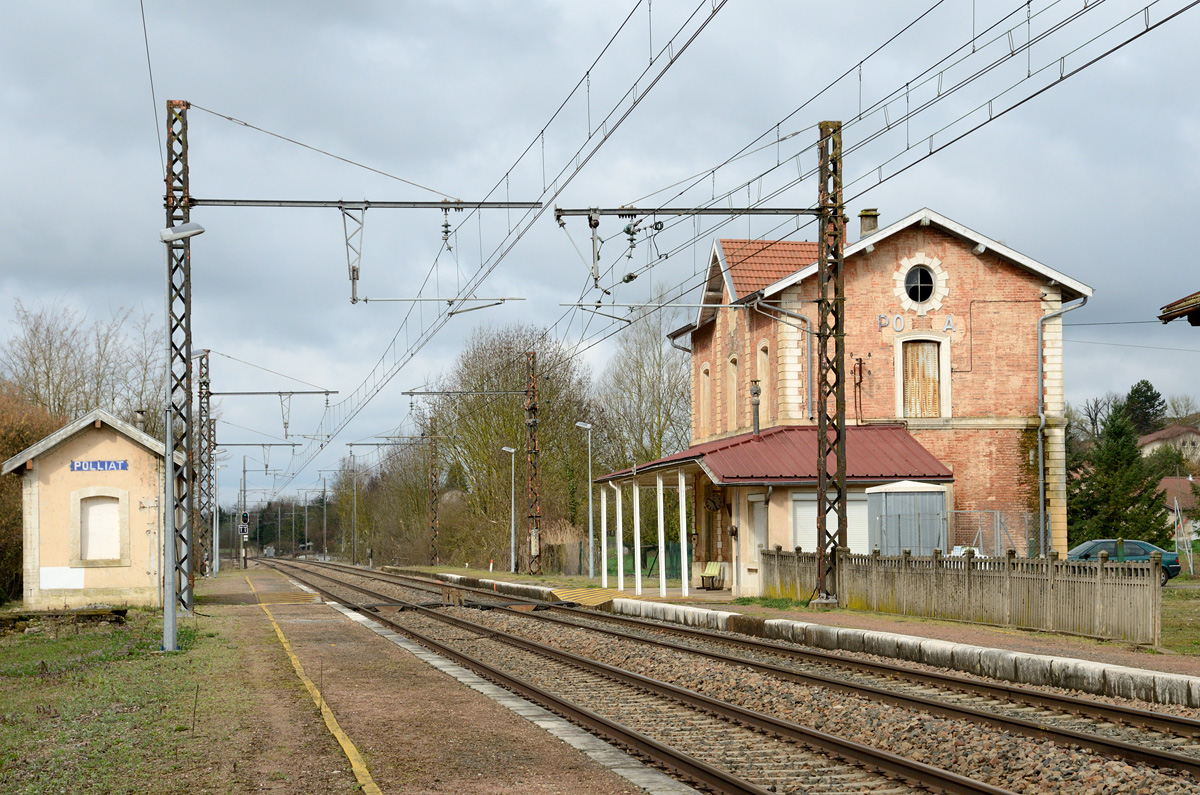
Bahnhof
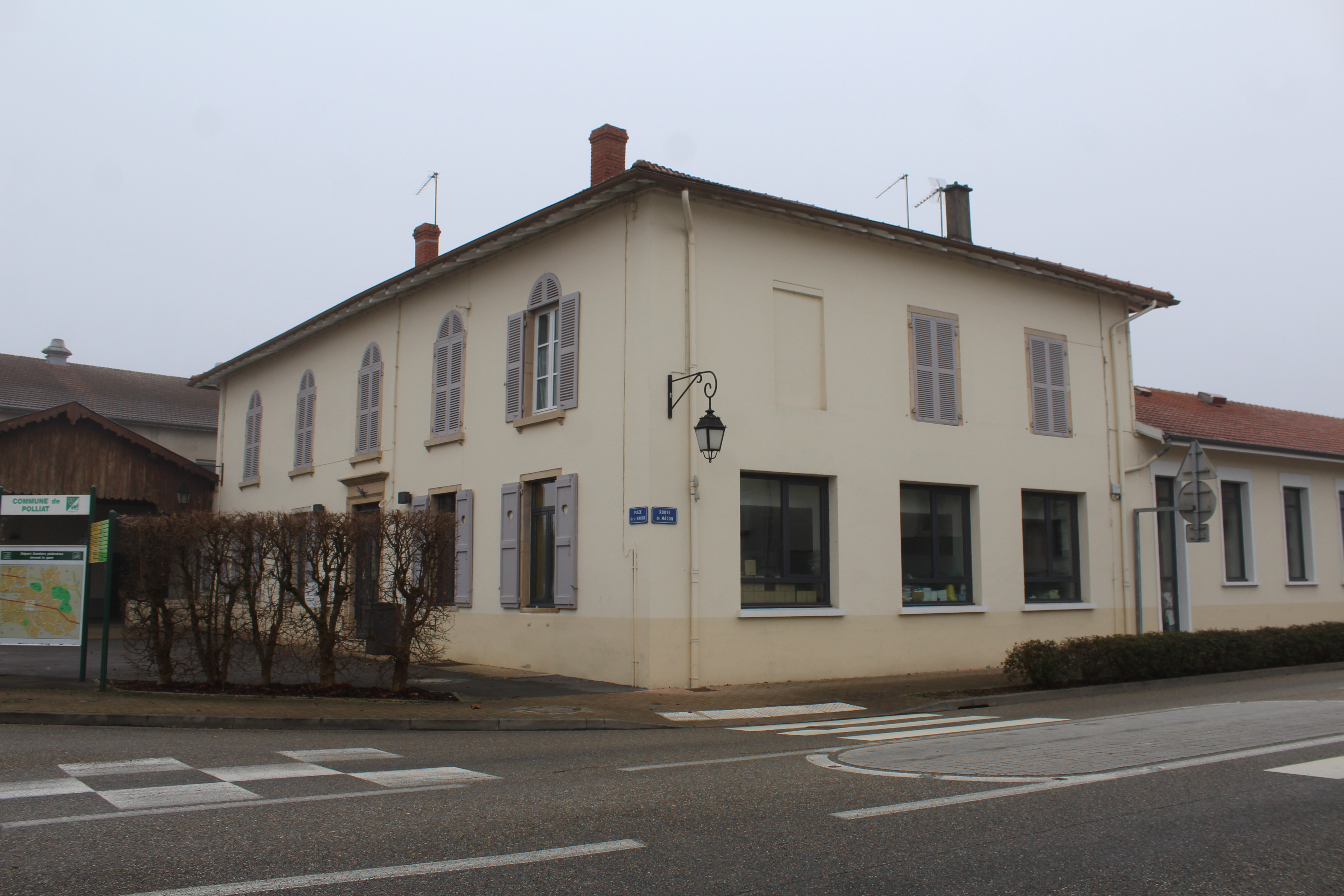
Grundschule
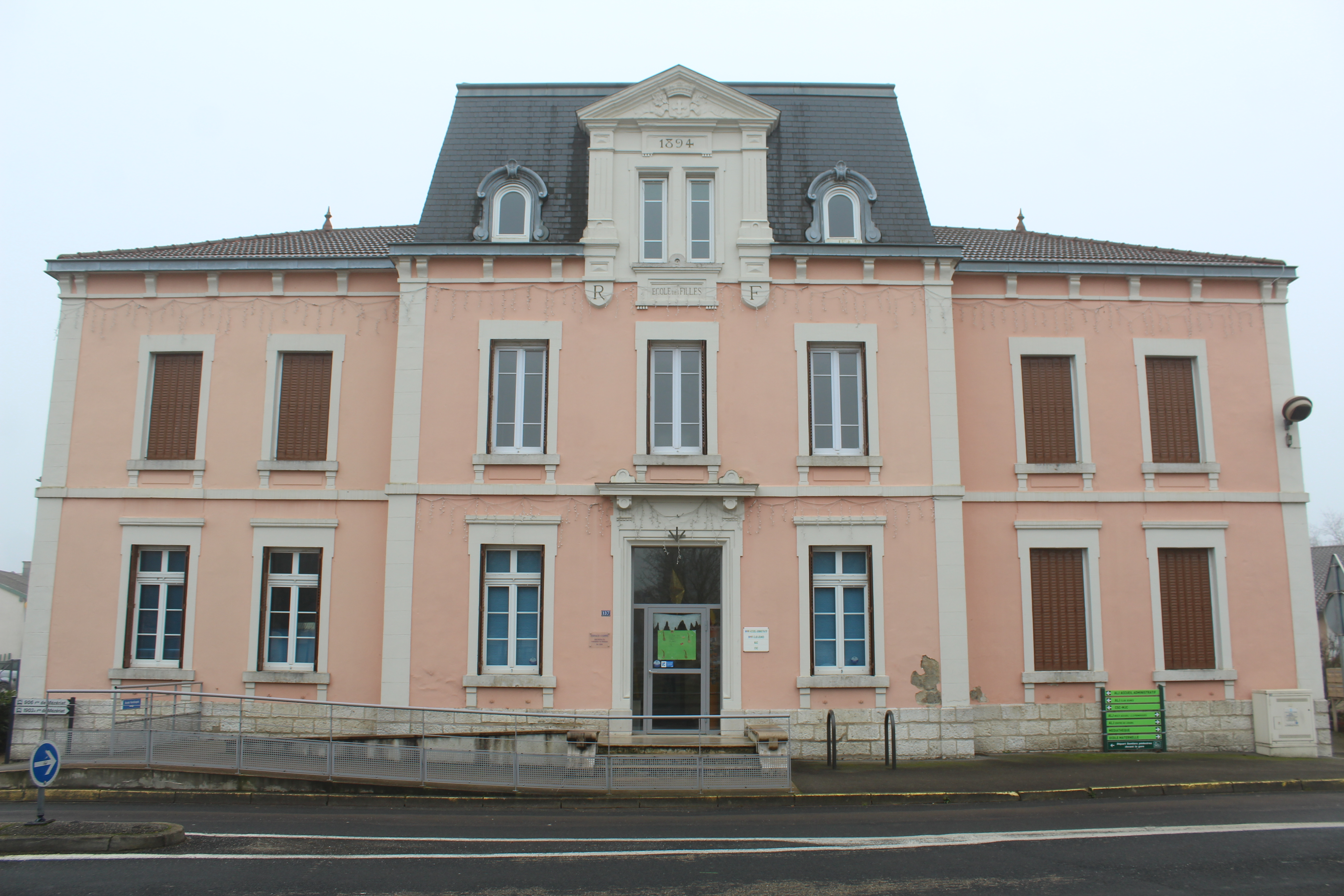
Ehemalige Mädchenschule
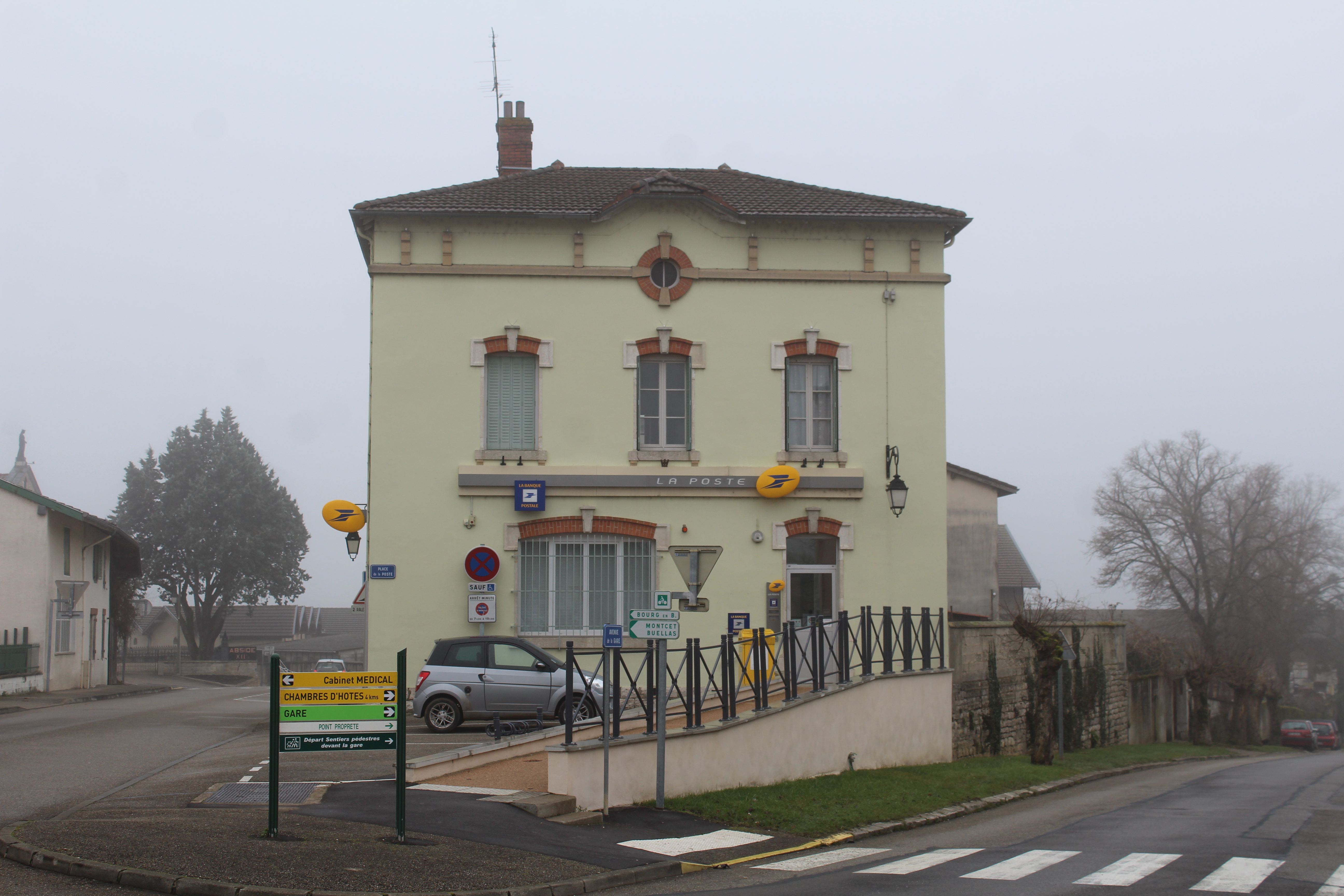
Postamt
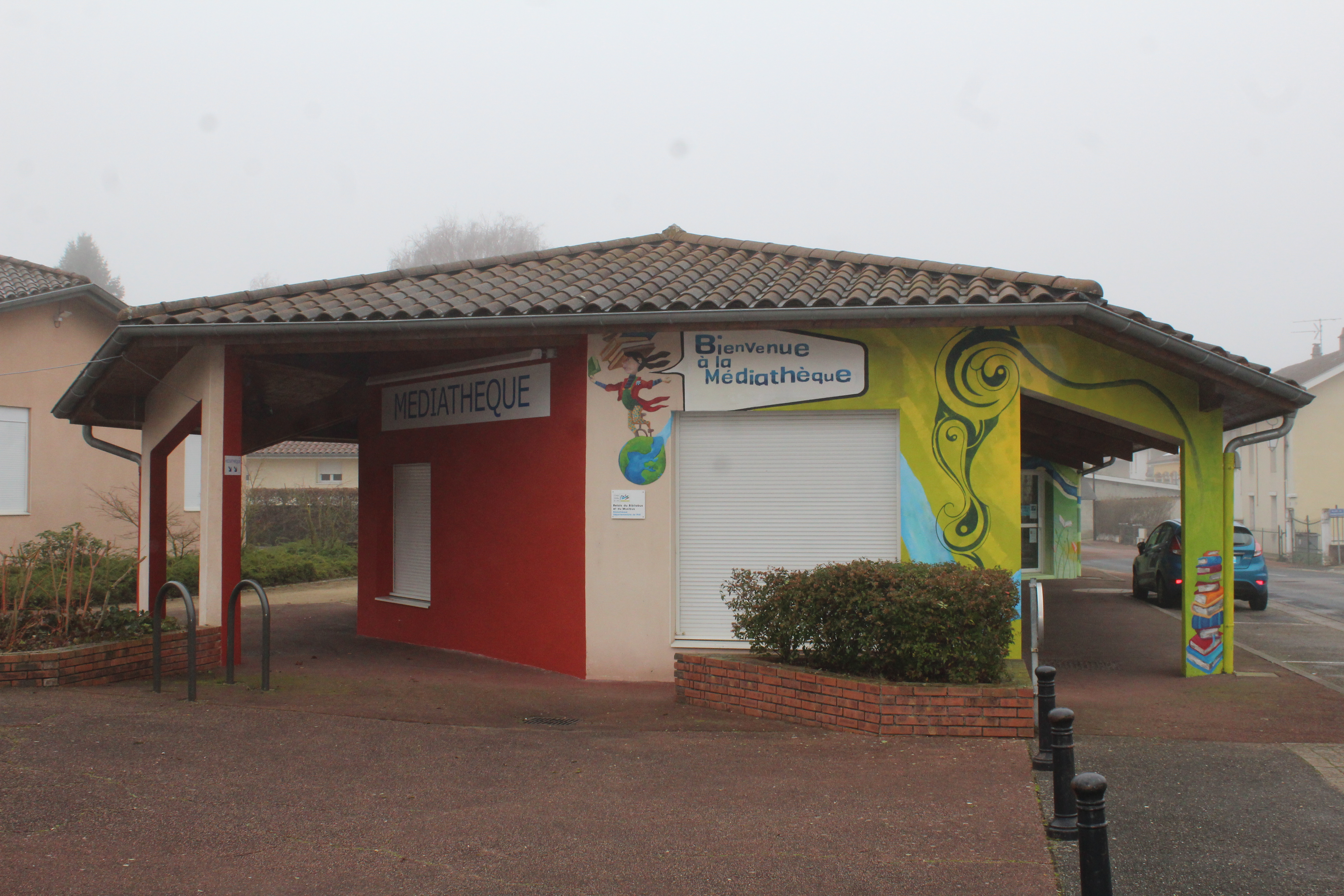
Mediathek
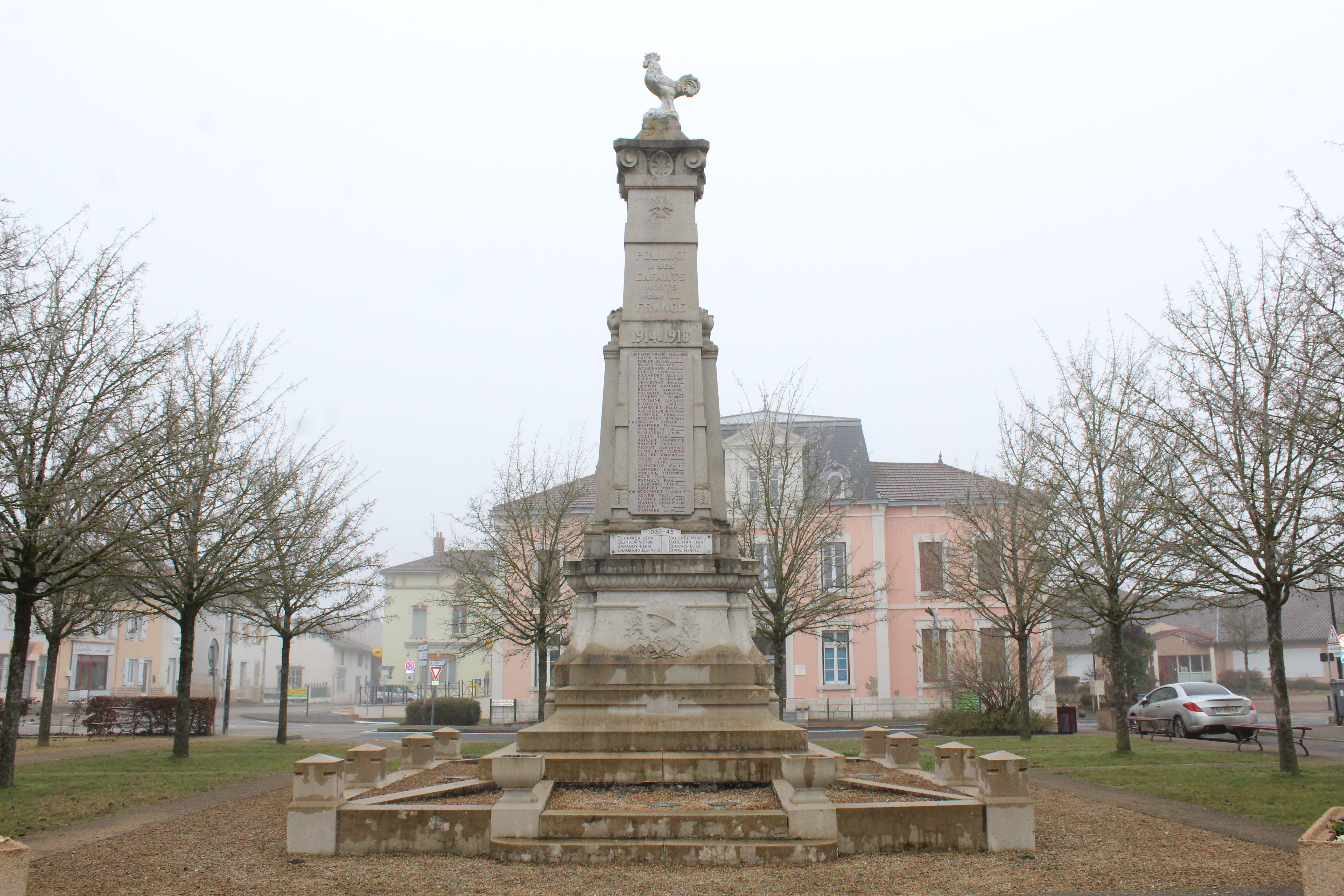
Gefallenendenkmal